# Idoia Agirre
Idoia Agirre Olabide (Legazpia, 31 de marzo de 1993) conocida deportivamente como Idoia Agirre, es una futbolista española que ejerce en la demarcación de centrocampista. Actualmente milita en la Sociedad Deportiva Eibar de la Segunda División Femenina de España.
- Datos: Q13897851